# Cratere Rubin
Rubin è un cratere lunare di 4 km situato nella parte sud-orientale della faccia visibile della Luna.